# معركة قطوان
```
اندلعت 
معركة قطوان
 في سبتمبر 1141 بين 
الدولة القراخطائية
 (إمبراطورية لياو الغربية) 
والإمبراطورية السلجوقية
 يتبعُها 
القراخانيون
. هُزم السلاجقة بشكلاً حاسم، مما يشير إلى بداية أفول الإمبراطورية السلجوقية العظمى.
[
1
]
```

## الخلفية
كان الخيتانيون من سلالة لياو الحاكمة الذين انتقلوا غربًا من شمال الصين عندما غزت أسرة جين المنطقة ودمرت سلالة لياو عام 1125. وانتقل اتباع لياو من قبل ييلو داشي الذي تولى إلى عاصمة قراخانية الشرقية بالاساجون. في عام 1137، هزموا القاراخانيين الغربيين، التابعين للسلاجقة، في خجندة، وناشد حاكم قاراخانية محمود الثاني إلى حاكمه السلجوقي أحمد سنجر للحماية.
في عام 1141، وصل سنجر بجيشه إلى سمرقند. تم دعوة قراخانيون من قبل الخوارزميين لغزو أراضي السلاجقة، واستجاب قبائل قارلوق الذين كانوا متورطين في صراع مع قراخانيون والسلاجقة.

## المعركة
تم إعطاء أرقام متفاوتة على نطاق واسع من مصادر مختلفة لقوات قراخانيون، والذين تتراوح أعدادهم من 20000 إلى 300000، و 700000، بينما تراوحت القوات السلجوقية من 70000 إلى 100000. قيل أيضًا أن قراخانيون قد حصلوا على تعزيزات من 30.000 إلى 50.000 فارس. في حين أن العديد من المصادر الإسلامية أشارت إلى أن قوات قراخانيون فاقت عدد السلاجقة بشكل كبير، ذكر بعض المؤلفين المسلمين المعاصرين أيضًا أن المعركة دارت بين قوى متساوية الحجم.
وقعت المعركة في سهل قطوان شمال سمرقند في 9 سبتمبر 1141. قسّم قراخانيون جيوشهم إلى ثلاث مجموعات، وكان الجناح الأيمن والأيسر الأصغر يضم 2500 جندي. وهاجموا القوات السلجوقية في وقت واحد، وطوقوها، وأجبروا المركز السلجوقي في وادي يسمى ضرغام، حوالي 12. كم من سمرقند. تم تطويق الجيش السلجوقي من جميع الجهات ونجا سنجار بصعوبة. تراوحت أعداد القتلى بين 11000 و 100000. وكان من بين الذين تم أسرهم في المعركة القادة العسكريون السلجوقيون وزوجة سنجر.

## ما بعد المعركة
قضى يلو داشي تسعين يومًا في سمرقند، حيث قبل ولاء النبلاء المسلمين وعين إبراهيم شقيق محمود حاكماً جديداً لسمرقند. ومع ذلك، سمح يلو لعائلة البرهان المسلمة بالاستمرار في حكم بخارى. بعد هذه المعركة، أصبح خوارزميون دولة تابعة للقراخطائية. في عام 1142، أرسل يلو أربوز إلى خوارزم لنهب المقاطعة، الأمر الذي أجبر أتسيز على الموافقة على دفع 30 ألف دينار جزية سنوية.

## الحسابات التاريخية
وردت روايات عن المعركة في عدد من المصادر، على سبيل المثال في تأريخ صدر الدين الحسيني باللغة العربية عن السلاجقة. وكتب أنه «لم يكن هناك إجماع» بين أمراء سنجر، لذلك، فور بدء المعركة، بدأت قوات سنجر في التراجع وتركته «بعدد قليل من الجنود». ولما رأى أبو الفضل أن العدو استفاد من المعركة وكان قريبًا من موقع السلطان، نصح سنجر بوضع جندي عادي في مكانه وإنقاذ نفسه، وهو ما فعله سنجر. لكن أبو الفضل ظل مع الجندي الذي لعب دور السلطان حتى نهاية المعركة وسرعان ما تم أسره. ولقي العديد من الأمراء حتفهم في المعركة. تم إعدام بعض الذين تم القبض عليهم في الحال. أطلق سراح تركان خاتون مقابل فدية قدرها 500 ألف دينار، وأمير كوماش وابنه مقابل 100 ألف دينار، وأفرج عن أبو الفضل بدون فدية عندما علم يلو داشي أن أبناء حاكم سيستان استولوا على ممتلكات والدهم. قال حاكم قراخطائية ما يلي: «لا ينبغي إعدام مثل هذا البطل!». بعد الهزيمة، كان سنجر ينوي الذهاب إلى بلخ، وكان طريقه قريبًا من موقع العدو، «حيث كان من المُستحيل السير في طرق أخرى». ومع ذلك، أمر يلو داشي بعدم التدخل؛ وينسب الحسيني الكلمات التالية إلى حاكم قراخطائية: «إغلاق الطريق أمام التراجع يعني إجباره على معركة يائسة. ومن لا يقدر حياته ولا يفكر في العواقب يستطيع الفوز».